# Palazzo di Fredensborg
Il Palazzo di Fredensborg (in danese: Fredensborg Slot [fʁæðnsbɒːˀ]) venne costruito tra il 1720 ed il 1722, venendo però modificato e ampliato ulteriormente negli anni successivi, per volontà di re Federico IV di Danimarca, che colse la fine della Grande guerra del Nord per costruire la tenuta. Oggi il palazzo è usato dalla Casa reale danese come residenza nel periodo estivo o invernale, venendo impiegato anche per eventi, come visite di capi di stato esteri. È situato sulla sponda orientale del lago Esrom (in danese: Esrum Sø), nella cittadina di Fredensborg, sull'isola di Sjælland.

## Storia
Con la fine della Grande guerra del Nord, conflitto combattuto dalla Danimarca contro l'Impero svedese, re Federico IV di Danimarca incaricò l'architetto Johan Cornelius Krieger di costruirgli una residenza di dimensione piccole, sul sito di una fattoria chiamata Østrup. Krieger costruì un palazzo barocco di ispirazione francese tra il 1720 ed il 1726; il sovrano stesso prese parte attiva alla progettazione dell'edificio e dei terreni, seguendone da vicino la costruzione. L'uomo responsabile della costruzione vera e propria fu Edile Johan Conrad Ernst, che fu anche responsabile della costruzione del Palazzo di Frederiksberg. Mentre l'edificio era ancora in costruzione, Danimarca, Norvegia e Svezia negoziarono un trattato di pace, firmato il 3 luglio 1720, sul sito del palazzo incompiuto. Il trattato determinò il destino della Scania, che da allora faceva parte della Svezia, e pose fine agli undici anni di partecipazione della Danimarca alla Grande Guerra del Nord. Per commemorare la firma dell'accordo di pace, il palazzo fu chiamato Fredens Borg (letteralmente "Castello della Pace") .

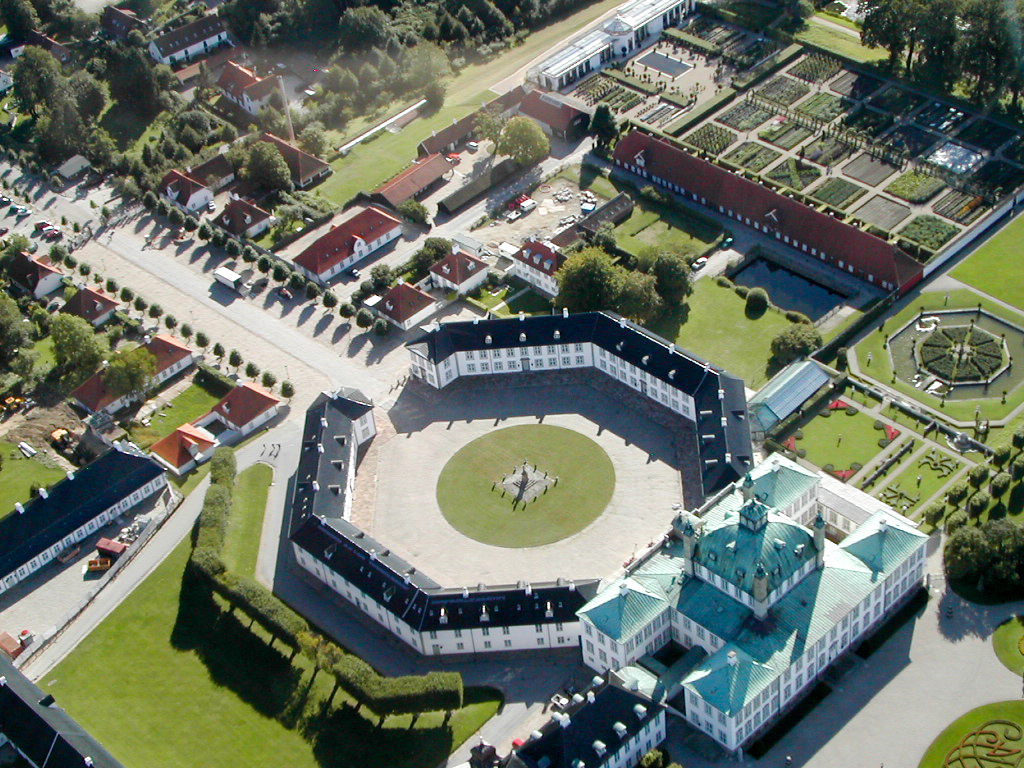
Immagine aerea di Fredensborg.

Il complesso del palazzo era costituito da un piccolo palazzo principale, quasi quadrato, alto un piano e mezzo, con cupola e lanterne. Era posizionato esattamente al centro di quella che è conosciuta come una "stella di caccia" (in danese, jagtstjerne), un insieme di sentieri rettilinei che si intersecavano in una riserva di caccia. Durante la battuta di caccia era consentito sparare liberamente lungo i lunghi sentieri che si irradiavano dal centro. La sala della cupola misurava 15 x 15 m (49 piedi) e aveva un'altezza di 27 m (89 piedi). La sontuosa sala presentava stucchi di C.E. Brenno e un soffitto di Hendrick Krock. Di fronte all'edificio principale si trovava un cortile ottagonale circondato dalle ali di servizio a un piano, chiamate "Ala Rossa". È l'unico edificio rosso del Palazzo di Fredensborg e presenta travi a vista sotto un tetto di tegole rosse. A est dell'ottagono si trovavano il maneggio e il lungo edificio delle scuderie. Più a est, adiacente al palazzo principale, si trovavano un"'Orangerie" e l'edificio a un piano chiamato "Casa del Margravio". L'Orangerie, dotata di enormi vetrate a serre, era collegata all'edificio principale da un piccolo passaggio segreto, in modo che la famiglia reale e i cortigiani potessero raggiungere la cappella senza bagnarsi i piedi. La cappella del palazzo sorgeva al centro dei due edifici e presenta un'imponente guglia in rame, una facciata decorata da pilastri rivolta verso il maneggio e un frontone riccamente scolpito con un busto di Federico IV in rilievo, opera di Didrick Gercken .

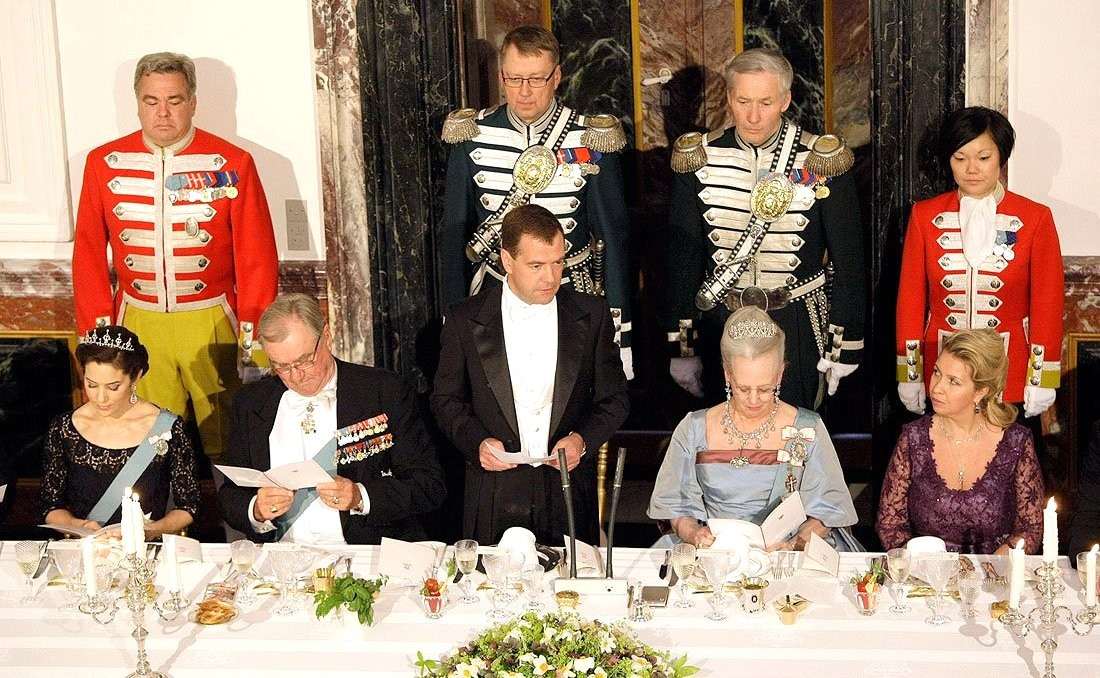
Il presidente russo Dmitrij Medvedev e Margherita II a Palazzo di Fredensborg.

Il palazzo fu ampliato all'inizio del XVIII secolo; tuttavia, la struttura principale è rimasta invariata dalla sua inaugurazione, avvenuta l'11 ottobre 1722, giorno del 51° compleanno di Federico IV di Danimarca. Krieger completò i suoi lavori con la costruzione del "nuovo edificio della Cancelleria di Corte" nel 1731. L'edificio, con tegole smaltate di nero e tetto a padiglione, è oggi noto come "Palazzo della Cancelleria". Si trovava a ridosso del maneggio sul lato meridionale. Un'importante modifica all'edificio originale di Krieger fu apportata tra il 1741 e il 1744, quando Lauritz de Thurah, l'architetto preferito del re, innalzò il tetto dell'edificio principale del palazzo. Il tetto spiovente fu sostituito da uno piano e fu eretta una balaustra in arenaria, caratteristica di de Thurah. Nel 1751 trasformò anche l'Orangerie in un edificio residenziale per le dame di compagnia. Nel 1753 Nicolai Eigtved ampliò il palazzo aggiungendo all'edificio principale quattro padiglioni angolari disposti simmetricamente con tetti piramidali in rame. 

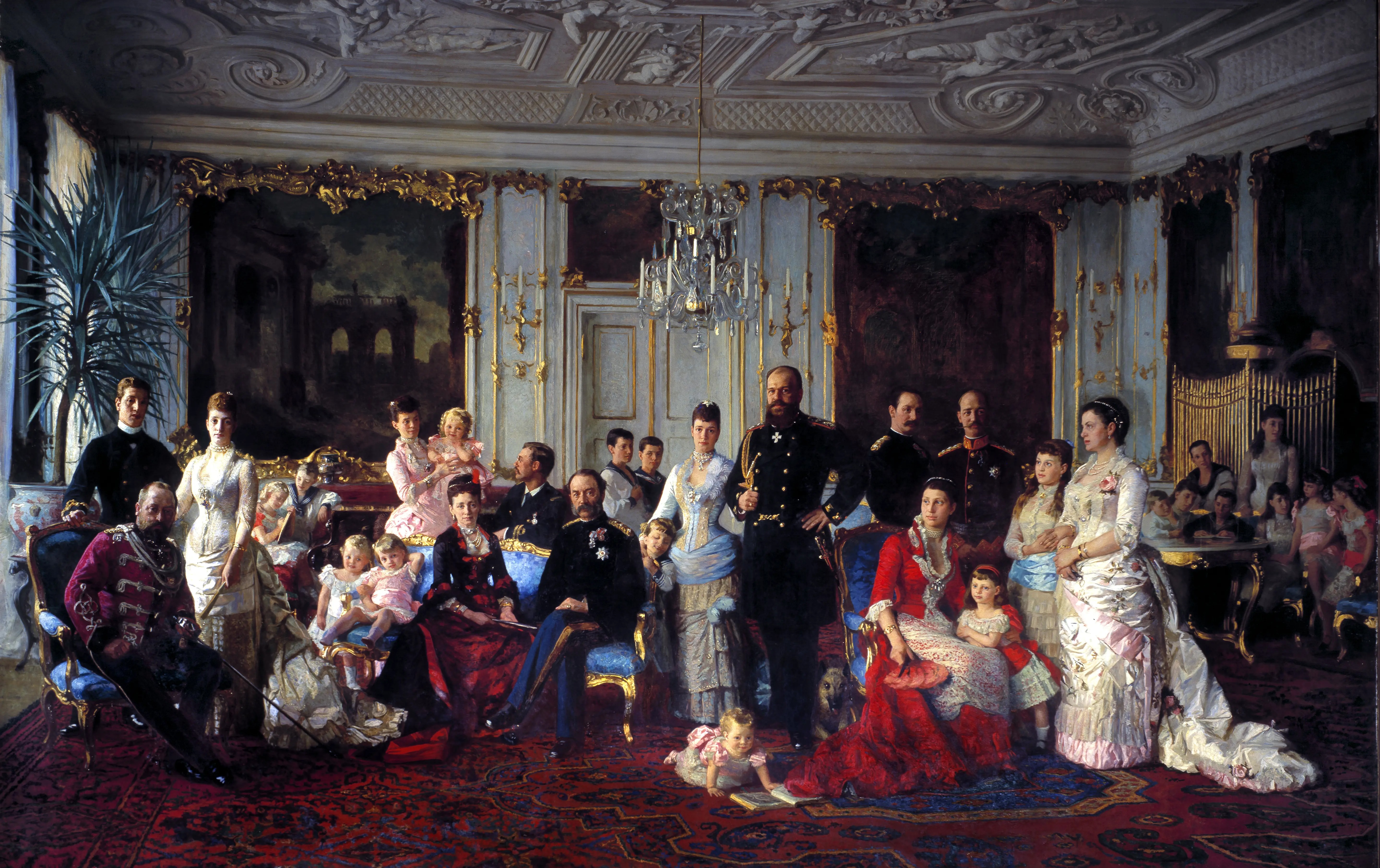
Cristiano IX e la regina Luisa con i propri famigliari, durante un soggiorno al Palazzo di Fredensborg, tra il 1883 e 1886.

Verso la fine del XIX secolo, re Cristiano IX e la regina Luisa utilizzavano Fredensborg per ospitare le riunioni di famiglia annuali, che vedevano riunirsi le famiglie reali di Russia, Grecia, Regno Unito e della Danimarca stessa; tra i nipoti vi erano il futuro zar Nicola II di Russia e re Giorgio V del Regno Unito, Haakon VII di Norvegia, Costantino I di Grecia e la regina Maud di Norvegia. La Regina madre, Ingrid di Svezia, consorte di re Federico IX di Danimarca, utilizzò parte della tenuta come residenza privata. La regina Margherita II utilizzò il castello in vari momenti dell'anno, mentre gli attuali sovrani Federico X e Mary soggiornano a Fredensborg durante il periodo estivo .

## Giardini
I giardini del palazzo sono tra i più grandi giardini storici e il miglior esempio di giardino barocco della Danimarca;
anche questi creati da Krieger, sono stati ampliati e modificati nel corso del XVIII secolo . I lunghi viali rettilinei che si estendono dal castello in un disegno a forma di stella sono stati ricreati negli anni settanta e novanta del Novecento.
Tra questi viali si trovano ampie aree boschose percorse da sentieri tortuosi.
La maggior parte delle statue presenti nei giardini sono state scolpite da Johannes Wiedewelt . Di particolare interesse è la "Valle dei norvegesi" ((DA)  Nordmandsdalen) con 68 sculture di agricoltori e pescatori norvegesi e faroesi, realizzate in origine da J. G. Grund . Il giardino è aperto tutto l'anno. L'area dei giardini più vicina al palazzo è riservata alla famiglia reale, ma di solito è aperta al pubblico nel mese di luglio . Qui ci sono gli orti, che forniscono verdure fresche per uso domestico e una moderna limonaia, che è stata aperta nel 1995.

## Galleria d'immagini

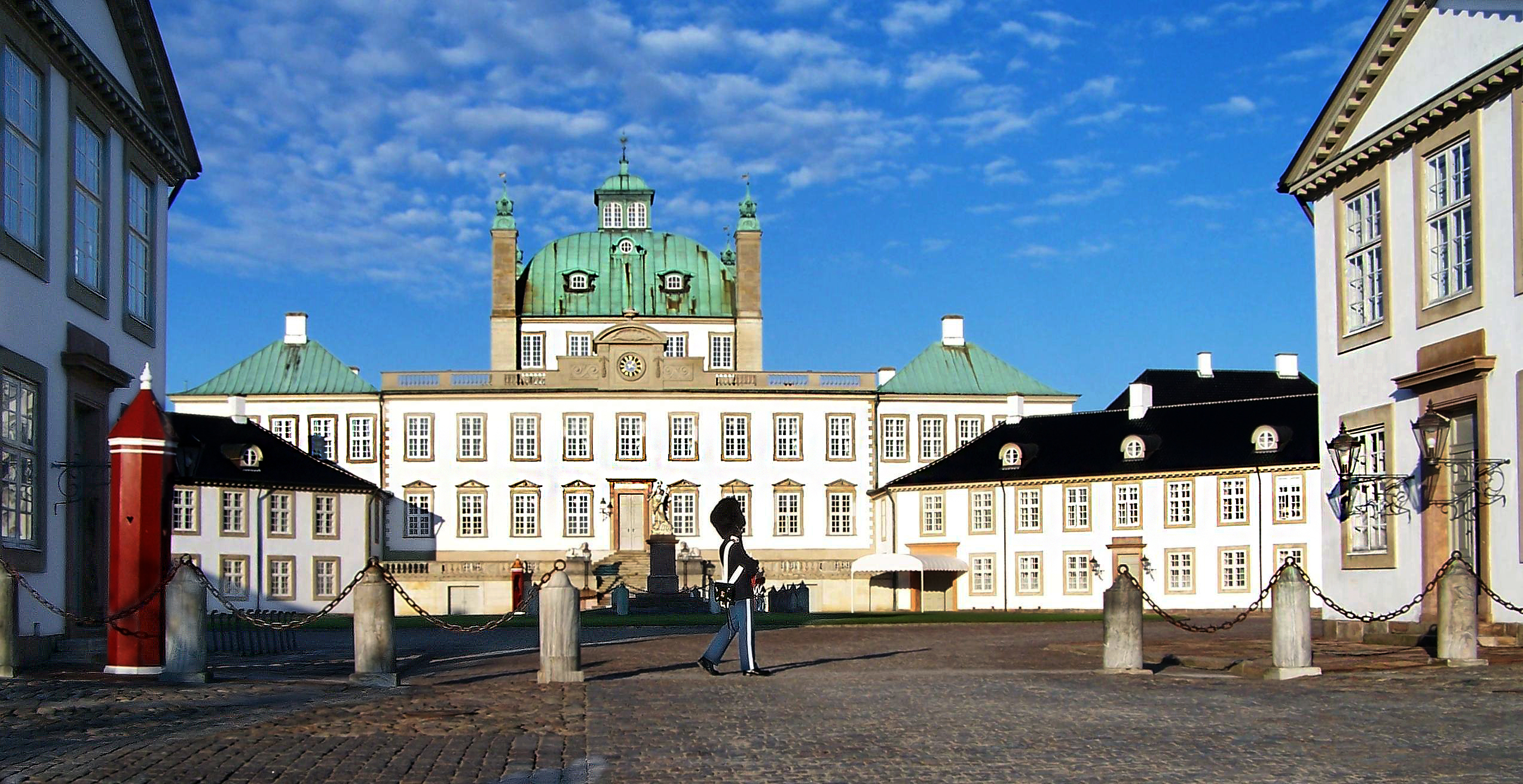
Un soldato di guardia reale marcia di fronte al Palazzo di Fredensborg.
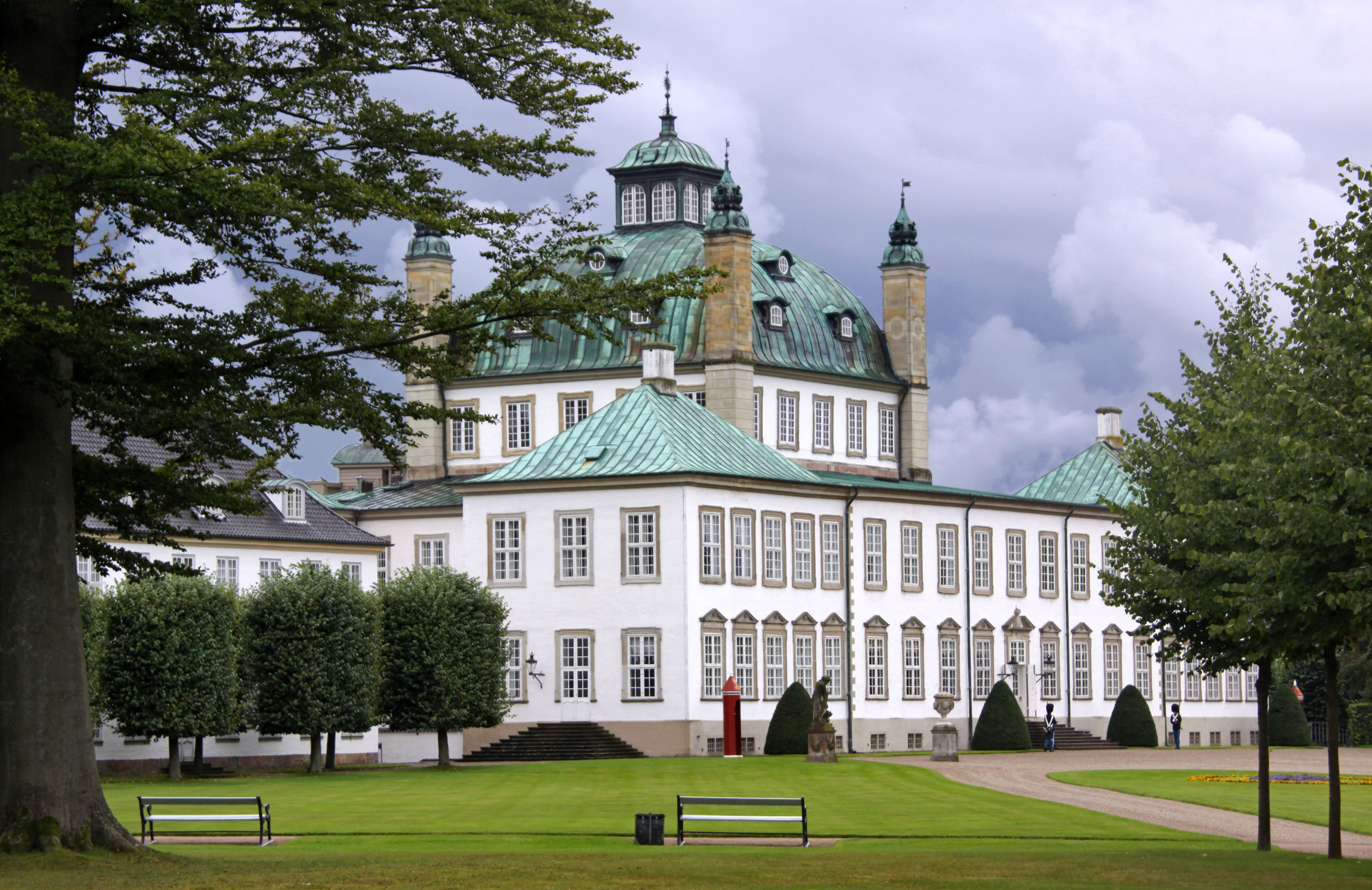
Una vista del palazzo dal giardino.
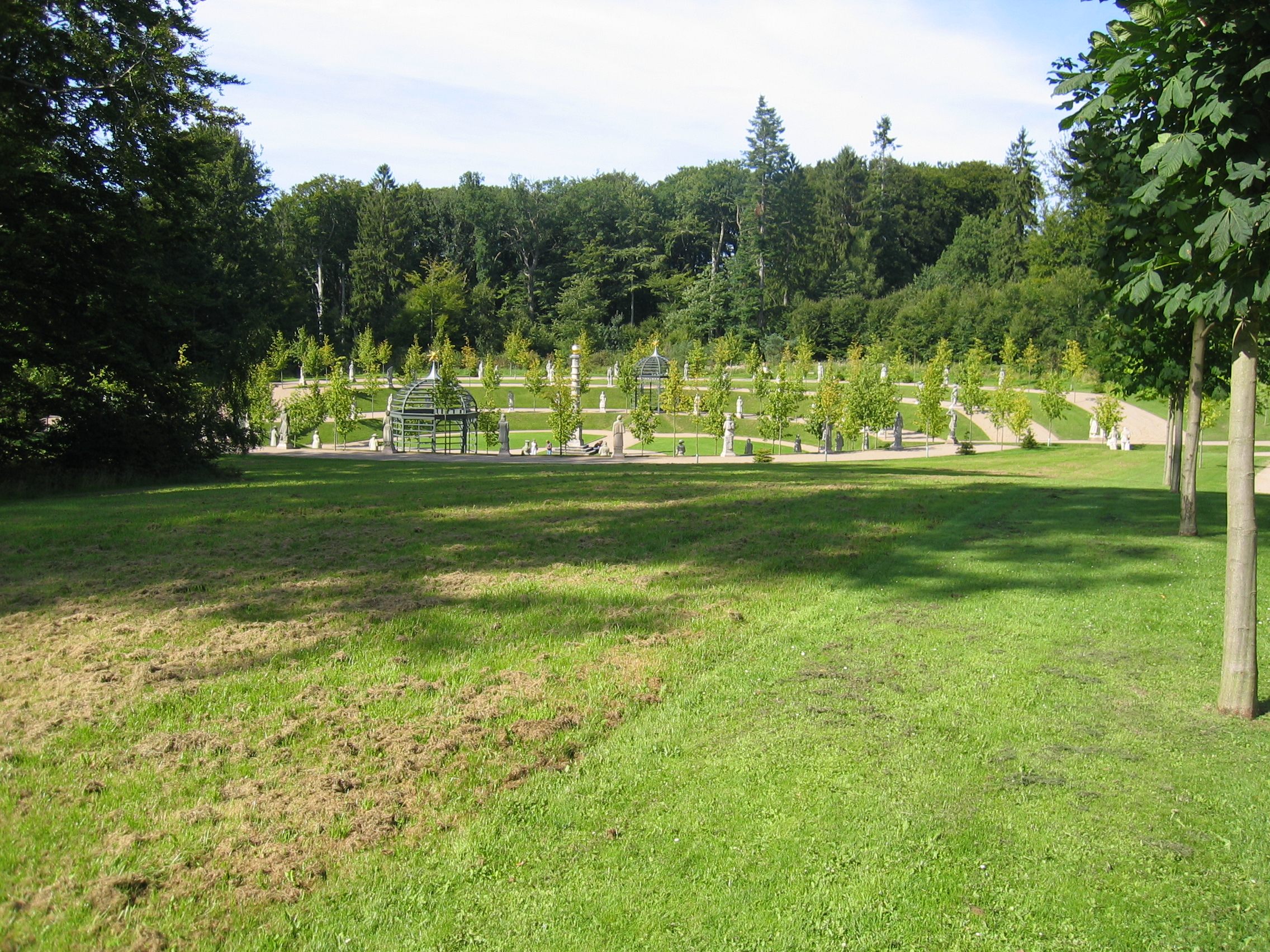
Sculture nella "Nordmandsdalen".